# Hipercalculia

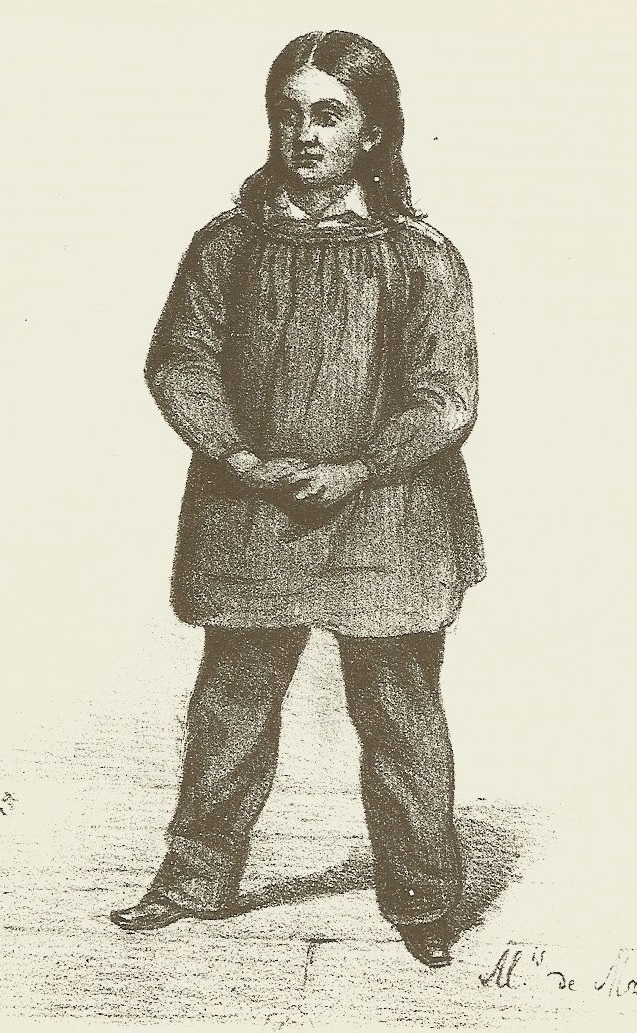
Henri Mondeux (1826-1861) de niño, un caso de hipercalculia registrado en Francia. Sus grandes habilidades como calculista mental contrastaron con su incapacidad para canalizarlas en una carrera académica

La hipercalculia es "una condición de desarrollo mental específica, en la que la capacidad de realizar cálculos matemáticos es significativamente superior a la capacidad de aprendizaje general y al rendimiento escolar en matemáticas". Un estudio de neuroimagen realizado en el año 2002 de un niño con hipercalculia sugirió un mayor volumen cerebral en el lóbulo temporal derecho. Las exploraciones SPECT seriadas revelaron hiperperfusión sobre las áreas parietales del lado derecho durante la realización de tareas aritméticas.

## Perfiles de capacidades matemáticas y de lectura en individuos autistas
Los niños de cualquier edad pueden tener gran habilidad en lenguaje o en matemáticas, pero muy raramente en ambos campos. Los niños autistas no son diferentes. Un raro ejemplo de un niño con múltiples tendencias fuera de lo normal (savant o sabio) es el caso de una niña de trece años estudiado por Pacheva, Panoy, Gillberg y Neville, quienes descubrieron que esta joven no solo tenía habilidades de hipercalculia, sino que también mostraba capacidades de hiperlexia (habilidad sobresaliente para la lectura) y de hipermnesia (para la memorización).
Un estudio publicado en 2014 examinó los perfiles de rendimiento en lectura y matemáticas y sus cambios a lo largo del tiempo en una muestra de niños de entre 6 y 9 años diagnosticados con algún TEA trastorno del espectro autista. Se encontró que hay cuatro perfiles de capacidades distintos: alto rendimiento (39%), hiperlexia (9%), hipercalculia (20%) y bajo rendimiento (32%). Un estudio anterior realizado en 2009 estimó la tasa de hipercalculia entre adolescentes con TEA en el 16,2%.
Según Wei, Christiano, Yu, Wagner y Spiker, la investigación sobre el perfil de rendimiento del TEA relativo a la hipercalculia a veces se pasa por alto en entornos académicos. En ocasiones, este descuido es el resultado de que se emplean más recursos para comprender las capacidades de los niños que presentan hiperlexia. Los niños con TEA han mostrado resultados muy diferentes durante las pruebas de hipercalulia con respecto a las 'medidas de rendimiento estandarizadas en matemáticas', obteniendo resultados situados tanto "por debajo de la media en tareas matemáticas y resolución de problemas", como de "aptitud media" y como situados entre los "estudiantes de alto rendimiento, superando el percentil 99".
Existe un debate en curso sobre la causa de la hipercalculia asociada con otras capacidades propias de los niños sabios. Algunos investigadores teorizan que las tendencias obsesivas pueden desencadenar que los sujetos afectados presten una mayor atención a ciertas facetas de sus vidas. Las personas con autismo a veces concentran gran parte de su tiempo, energía y atención en horarios o rutinas, cálculos de calendario, números o conteo y/o música.
Otros investigadores especulan que las personas con tendencias sabias pueden usar diferentes áreas del cerebro mientras procesan asuntos relacionados con sus habilidades superiores. Entre otros argumentos de debate se encuentran hipótesis con respecto a los procesos neuronales y a las capacidades de almacenamiento de la memoria de trabajo.
Wallace a veces se refiere a estos individuos como "sabios matemáticos" o "sabios aritméticos". Según su experiencia, las personas con esta capacidad tienden a preferir una especie de método de fragmentación o segmentación. Sus inclinaciones tienden a empujarlos a dividir cosas más grandes en cosas más pequeñas como números o ecuaciones. Estos datos llevaron a Wallace a investigar los "sabios de los números primos", que pueden calcular la descomposición de un número en sus factores primos dividiendo el número una y otra vez varias veces.

## Investigación del comportamiento de niños con capacidades intelectuales de mayor rendimiento
Hay cinco tipos diferentes de trastornos que se han etiquetado en el espectro del trastorno autista. De acuerdo con el Manual diagnóstico y estadístico de los trastornos mentales, cuarta edición (DSM-IV), los cinco tipos diferentes de trastornos en el espectro del autismo se enumeran como: trastorno autista, trastorno de Asperger, trastorno desintegrativo infantil, trastorno de Rett y trastorno generalizado del desarrollo-no especificado de otra manera (PPD-NOS).
En un estudio de 2013, se observó el comportamiento de los niños en el espectro del autismo que exhibían habilidades intelectuales. El comportamiento de estos niños se comparó con el de niños con un estado intelectual normal. Las investigaciones muestran que estos niños tienden a internalizar sus problemas. Una investigación más profunda sugiere que esta internalización se debe a alteraciones sociales y del lenguaje. Muchos niños en el espectro del autismo con diferentes percepciones sabias, como hipercalculia, hiperlexia e hipermnesia semántica, tendieron a internalizar sus problemas. Estos niños eran más propensos a experimentar ansiedad, baja autoestima, perfeccionismo y disputas en su vida social. Sus problemas sociales se derivan del retraimiento en circunstancias sociales y a la falta de voluntad para compartir. Muchos de estos niños cayeron en dos tipos de trastornos del espectro, PPD y trastorno de Asperger. Los resultados muestran que hay poca diferencia en el comportamiento de los niños que se consideran de alto rendimiento en sus habilidades intelectuales con respecto a los niños que no están tan dotados intelectualmente.

## Educación de niños con habilidades sabias
Hacia finales del siglo XX ha aumentado la conciencia en el sistema educativo acerca de la detección de los niños autistas, incluidos los niños autistas con habilidades sabias.
Se han acuñado unos pocos términos principales para denominar a los niños sabios. La primera categoría de sabios fue descubierta en Londres en 1887 por el Dr. John Langdon Down, quien acuñó el término "sabio idiota". Este término se aplicaba a personas con un coeficiente intelectual inferior a 25, que mostraban una inteligencia por debajo del promedio en la mayoría de las áreas, pero que poseían una capacidad excepcional en áreas como la música, la aritmética, la lectura, la escritura o el arte, por nombrar algunas. Sabio idiota ya no es un nombre de categorización aceptable, y dejó de usarse principalmente después del primer siglo desde su descubrimiento. Casi todas las personas diagnosticadas con aptitudes sabias alcanzan un coeficiente intelectual de 40 o más.
El segundo nombre que se usa a menudo para estos niños es "sabio autista". Al igual que el término de Down, el sabio autista no siempre es apropiado para todos los casos. Solo la mitad de las personas con el síndrome del sabio son autistas. La otra mitad de la población sabia sufre de otras deficiencias del sistema nervioso central causadas por lesiones u otros trastornos.
El síndrome del sabio es el nombre más amplio y preciso para identificar a los niños con alguna de estas habilidades de cognición superior.
La conciencia sobre el síndrome del sabio ha aumentado, pero el número limitado de personas afectadas ha complicado la búsqueda de recursos educativos para satisfacer sus necesidades. Mejores herramientas de diagnóstico a lo largo de los años han ayudado a identificar a estos niños y sus necesidades. Para beneficio de los estudiantes, los educadores deben tener en cuenta que, aunque estos niños tienen habilidades en ciertas áreas e incluso son capaces de seguir cursos para superdotados, pueden parecer groseros y quizás irrespetuosos con compañeros y profesores porque no siempre dominan las reglas básicas de la comunicación y las señales sociales.
Otros conceptos a considerar en el sistema educativo son las debilidades y fortalezas propias y particulares de cada niño. En algunos casos, niños con talentos matemáticos pueden exhibir sobresalientes habilidades como calculistas mentales, pero no son capaces de canalizarlas en sus vidas diarias, produciéndose una desconexión entre sus habilidades de sabio y situaciones prácticas.

## Adiestramiento en hipercalculia en individuos no afectados por autismo
La hipercalculia puede no ser siempre solo para aquellos con habilidades de sabio. Usando inteligencia artificial inversa, los teóricos sugieren una forma de emular computadoras en cálculos matemáticos.

## Lecturas relacionadas
- Joel E. Morgan; Joseph H. Ricker, eds. (2016). «Hypercalculia and calendar calculation». Textbook of Clinical Neuropsychology. Taylor & Francis. ISBN 978-1-13498205-9.

- Datos: Q55614132